# 西兰卡普

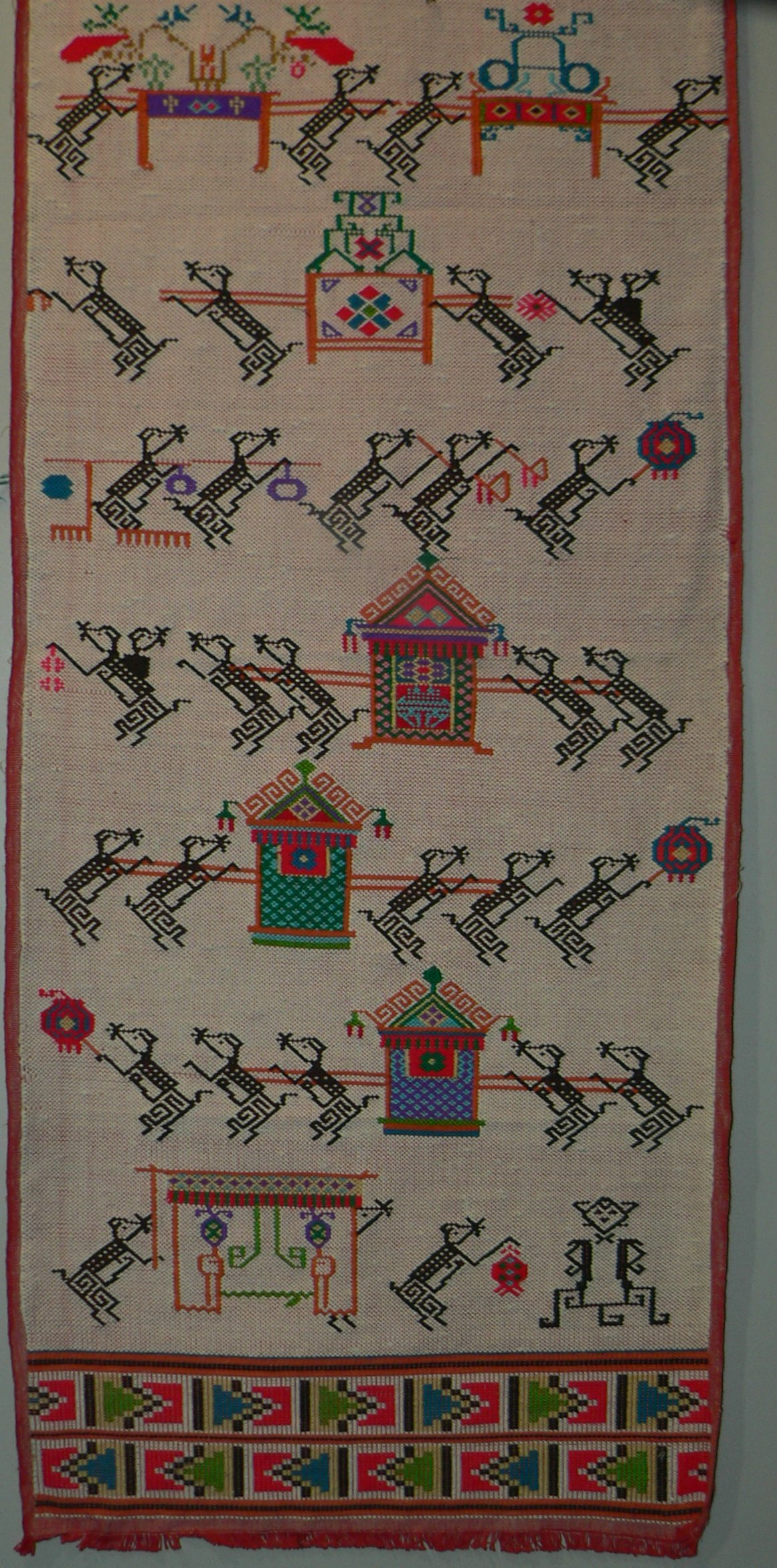
西兰卡普-土家族的织锦，题材为老鼠嫁亲

西兰卡普是一种土家族传统织锦。土家语意为“花铺盖”。中国五大织锦之一。
西兰卡普一般以深色的锦线为经线，各种色彩的粗丝、棉、毛绒线为纬线，进行手工挑织。西兰卡普的图案色彩艳丽，纹理丰富，一般分为三类：自然物象图案，几何图案和文字图案。
土家人常用来美化自己的服饰并且是土家族婚俗中的主要嫁妆。西兰卡普可做被面、沙发靠垫、中堂、窗帘、桌布、椅垫、包袱、锦袋、壁挂、服装等。